# Humaid Al Sabbagh
Humaid Mehrab Al Sabbagh (* 5. Juni 1972) ist ein Straßenradrennfahrer aus den Vereinigten Arabischen Emiraten.
Humaid Al Sabbagh wurde 2006 nationaler Meister der Vereinigten Arabischen Emirate im Einzelzeitfahren. Bei der Arabischen Meisterschaft gewann er die Bronzemedaille im Straßenrennen. Im nächsten Jahr konnte er seinen nationalen Meistertitel verteidigen. Bei der Arab Gulf Cycling Championship in Saudi-Arabien gewann er die Bronzemedaille im Zeitfahren und Silber im Straßenrennen. Bei der Arabischen Meisterschaft in Diar Atiya holte er sich Bronze im Zeitfahren. In der Saison 2009 war er bei der Arab Gulf Cycling Championship im Team- und im Einzelzeitfahren erfolgreich und er gewann Silber im Straßenrennen.

## Erfolge
2006
- Nationaler Meister – Einzelzeitfahren

2007
- Nationaler Meister – Einzelzeitfahren